# كاثرين لوك
كاثرين لوك (بالروسية: Кэтерин Лок)‏ هي ممثلة بيلاروسية، ولدت في 24 يونيو 1910 في Kalinkavichy ‏ في روسيا البيضاء، وتوفيت في 12 سبتمبر 1995 في لوس أنجلوس في الولايات المتحدة.

## أعمال

### أفلام
- (1944) ويلسون
- (1948) بيت الأفعى

## وصلات خارجية
- كاثرين لوك على موقع IMDb (الإنجليزية)
- كاثرين لوك على موقع قاعدة بيانات برودواي على الإنترنت (الإنجليزية)
- كاثرين لوك على موقع قاعدة بيانات الفيلم (الإنجليزية)